# Bautista Ortiz de Urbina
Bautista Ortiz de Urbina (* 21. März 1985 in Buenos Aires) ist ein argentinischer Polospieler mit einem Handicap von 6.
Im September 2013 befand er sich mit 79 Punkten auf Rang 142 der Weltrangliste.
2011 gewann er mit dem Team Easy Polo das La Scolca Open de Gassin in Saint-Tropez. Im Januar 2013 belegte er mit dem Team BMW den zweiten Platz beim St. Moritz Polo World Cup on Snow.
Seine drei Brüder Luis, Segundo und Alejo Ortiz de Urbina sind ebenfalls als Polospieler aktiv.